# Bittersweet World
Bittersweet World je třetí studiové album americké zpěvačky Ashlee Simpson, které vyšlo v roce 2008. Na albu se producentsky podíleli Timbaland, Chad Hugo a Kenna. Album je oproti předešlých dvou desek více tanečnější. Deska se začala natáčet v lednu 2007 a zpěvačka se autorsky podílela na všech písních.
Reakce na desku byly velmi smíšené. Časopis People označil desku za překvapivě dobrou. New York Times označil desku za vykalkulovanou a bez citu.
Deska v prvním týdnu prodeje debutovala v USA na 4. místě, kdy se jí prodalo přes 47,000 kusů, což byl oproti prvním dvou deskám, které debutovaly na prvním místě s prodejem přes 300,000 kusů byl obrovský propad.

## Seznam písní
| Pořadí | Název                                       | Hudba                                      | Text                                                        | Délka |
| ------ | ------------------------------------------- | ------------------------------------------ | ----------------------------------------------------------- | ----- |
| 1.     | Outta My Head (Ay Ya Ya)                    | Timbaland, King Logan, Jerome Harmon       | Ashlee Simpson, King Logan, Jerome Harmon, Santigold, Kenna | 3:37  |
| 2.     | Boys                                        | Chad Hugo, Kenna, Jack Joseph Puig         | Simpson, Chad Hugo, Kenna, Jim Beanz                        | 3:32  |
| 3.     | Rule Breaker                                | Timbaland, King Logan, Jerome Harmon       | Simpson, Logan, Harmon, Beanz                               | 3:20  |
| 4.     | No Time for Tears                           | Chad Hugo, Kenna                           | Simpson, Hugo, Kenna, Strunk                                | 3:37  |
| 5.     | Little Miss Obsessive (feat. Tom Higgenson) | Jack Joseph Puig, Karl Berringer           | Simpson, Beanz, Victor Valentine, Karl Berringer            | 3:42  |
| 6.     | Ragdoll                                     | Timbaland, King Logan, Jerome Harmon       | Simpson, Logan, Harmon, White, Beanz                        | 3:34  |
| 7.     | Bittersweet World                           | Timbaland, King Logan, Jerome Harmon       | Simpson, Logan, Harmon, Kenna                               | 4:10  |
| 8.     | What I've Become                            | Timbaland, King Logan, Jerome Harmon       | Simpson, Kenna, Logan, Harmon, Beanz                        | 3:51  |
| 9.     | Hot Stuff                                   | Chad Hugo, Kenna                           | Simpson, Hugo, Kenna, Beanz                                 | 3:14  |
| 10.    | Murder (feat. Izza Kizza)                   | Timbaland, King Logan, Jerome Harmon       | Simpson, Logan, Harmon, Beanz                               | 4:02  |
| 11.    | Never Dream Alone                           | Kenna, Ashlee Simpson, King, Jerome Harmon | Simpson, Kenna                                              | 3:19  |

### Bonusy
| Pořadí | Název                      | Hudba                  | Text                        | Délka |
| ------ | -------------------------- | ---------------------- | --------------------------- | ----- |
| 12.    | Follow You Wherever You Go | Chad Hugo, Kenna       | Simpson, Hugo, Kenna, Beanz | 3:34  |
| 13.    | I'm Out                    |                        |                             | 3:47  |
| 14.    | Can't Have It All          |                        | Nicholas Strunk             | 3:52  |
| 15.    | Invisible                  | Ron Fair, Tal Herzberg | Kira Leyden, Jeff Andrea    | 3:45  |

## Umístění
| Hitparáda | Umístění |
| --------- | -------- |
| USA       | 4        |
| Japonsko  | 41       |
| Kanada    | 8        |
| Austrálie | 41       |
| Svět      | 13       |